# All You Need Is Now
All You Need is Now — тринадцятий студійний альбом англійської групи Duran Duran, який був випущений 21 грудня 2010 року.

## Композиції
1. All You Need Is Now - 4:34
2. Blame the Machines - 4:11
3. Being Followed - 3:47
4. Leave a Light On - 4:36
5. Safe (In the Heat of the Moment) - 3:59
6. Girl Panic! - 4:31
7. The Man Who Stole a Leopard - 6:13
8. Runway Runaway - 3:04
9. Before the Rain - 4:12

## Учасники запису
- Саймон Ле Бон — вокал
- Нік Роудс — клавішні
- Джон Тейлор — бас-гітара
- Роджер Тейлор — ударні
- Домінік Браун — гітара